# Mill Creek (Garner Creek)
Der Mill Creek (englisch für „Mühlbach“) ist ein Bach im Union County im US-Bundesstaat Arkansas.
Er entspringt in der Nähe der kleinen Ortschaft Marysville auf einer Höhe von etwa 90 m. Danach fließt er in südliche Richtung, am Friedhof von Marysville vorbei und mündet in den Garner Creek.
Die Länge des Mill Creeks beträgt etwa zwei Kilometer.